# Autobusna linija br. 151 u Zagrebu
Linija 151 (Završje – Trg Stjepana Severa) dnevna je autobusna linija u Zagrebu.
Prometuje radnim danom na trasi: Završje (okretište) – Kustošijanska ulica – Završje – (Ulica Vojimila Rabadana ← Završje) – Trdice – Trg Stjepana Severa
Linija je uvedena 30. studenog 2021. Direktno povezuje Gornje Vrapče i Gornju Kustošiju te povezuje Završje i Trdice s linijama 125 i 126 koje polaze s terminala Črnomerec.

## Vanjske poveznice
- Vozni red linije 151